# Ewa Grzelakowska-Kostoglu

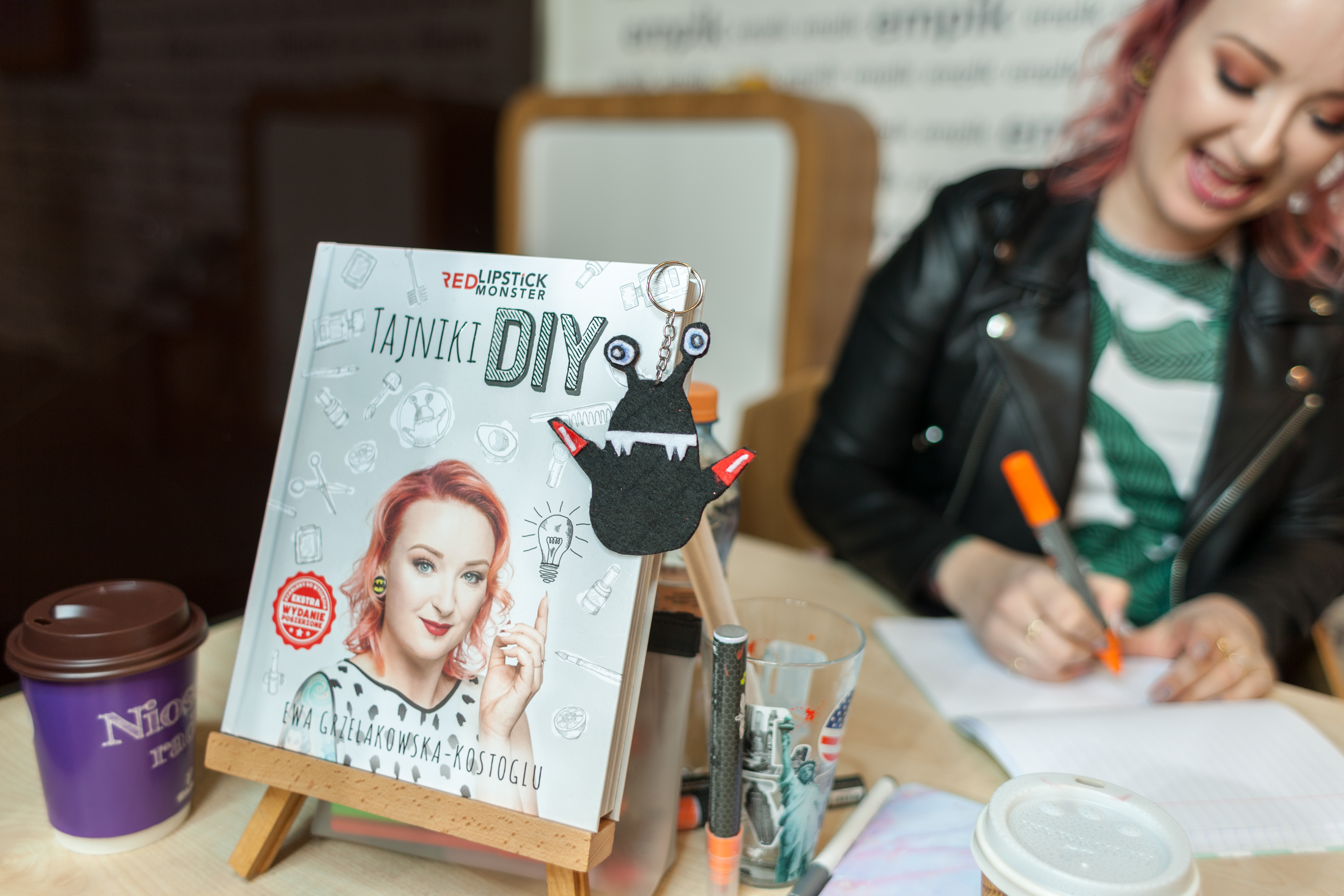
Spotkanie autorskie „Tajniki DIY” 2016

Ewa Grzelakowska–Kostoglu, pseud. Red Lipstick Monster (ur. 3 lutego 1986 w Elblągu) – polska youtuberka, wizażystka i kosmetolożka, która zyskała rozpoznawalność dzięki prowadzeniu kanału na YouTube, na którym prezentuje poradniki związane z urodą i uczy świadomego podejścia do kosmetyków.
Jest uznawana za jedną z najistotniejszych influencerek branży beauty w Polsce. Jej kanały w mediach społecznościowych śledzi ponad 3 mln użytkowników, a sam kanał na YouTube subskrybuje 1,4 mln osób.

## Życiorys
Urodziła się i dzieciństwo spędziła w Elblągu. W 2005 rozpoczęła studia w PWSZ w Elblągu na kierunku filologii angielskiej. Studia natychmiast przerwała i rozpoczęła pracę jako piercerka. Po roku wyjechała do Wrocławia, gdzie rozpoczęła studia w Wyższej Szkole Fizjoterapii na kierunku kosmetologii. W 2007 rozpoczęła dodatkowo studia z pedagogiki na Uniwersytecie Wrocławskim. Studia ukończyła z jednym z najlepszych wyników na uczelni. W czasie studiów pojawiło się u niej zainteresowanie makijażem i rozpoczęła intensywnie samokształcenie w zakresie wizażu.
Swój kanał w serwisie YouTube założyła w czerwcu 2012, a już we wrześniu została wyróżniona przez platformę, dostając zaproszenie na szkolenie do siedziby firmy w Londynie. W 2015 wydała swoją pierwszą książkę – Red Lipstick Monster. Tajniki makijażu, rok później premierę miały Tajniki DIY z Red Lipstick Monster. Według analizy Press Service Monitoring Mediów za 2016 rok posiadała największy ekwiwalent reklamowy wśród wszystkich polskich twórców wideo, który wynosił 17 mln zł. W czerwcu 2017 jej kanał zdobył 1 mln subskrypcji, tym samym czyniąc ją pierwszą kobietą w Polsce, której udało się to osiągnąć. Z tej okazji zorganizowała akcję charytatywną dla Domu dziecka w rodzinnym Elblągu, oddając na ten cel 10 tys. zł. We wrześniu 2017 wydała kolejną książkę – Tajniki paznokci. W 2018 zasiadała w jury w konkursie Face Awards.
Swą popularność wykorzystuje, angażując się w kampanie społeczne. W 2018 jako jedyna polska influencerka wzięła udział w akcji I will not be deleted organizowanej przez markę Rimmel, w której wspólnie z Ritą Orą oraz Carą Delevigne nagłośniły problem beauty hejtu w sieci. W 2019 znalazła się w rankingu „50 najbardziej wpływowych Polek” magazynu „Wprost”. Ponadto od najmłodszych lat angażuje się w Wielką Orkiestrę Świątecznej Pomocy.
Od kilku lat nie jest związana z żadną siecią partnerską – rozwija swój własny biznes (prowadzi biuro na warszawskim Mokotowie), współpracuje z największymi markami, a także reprezentuje Polskę na zagranicznych eventach z kategorii urodowej. Kilkukrotnie pojawiła się na okładkach magazynów: „Vege Viva!” (1/2016), „Joy” (8/2016) (9/2017), „Viva!” (3/2018), „Glamour” (9/2019).
W 2021 roku razem z Karolem Paciorkiem i Martinem Stankiewiczem wzięła udział w kampanii społecznej banku ING „Porozmawiajmy o pieniądzach”.

## Życie prywatne
Latem 2012 wyszła za Wojciecha Kostoglu.

## Twórczość
- Ewa Grzelakowska-Kostoglu, Red Lipstick Monster: tajniki makijażu, Kraków: Społeczny Instytut Wydawniczy Znak, 2015, ISBN 978-83-240-4915-8, OCLC 1077358494 [dostęp 2019-11-11] (pol.). Brak numerów stron w książce
- Ewa Grzelakowska-Kostoglu, Red Lipstick Monster: tajniki DIY, Kraków: Flow Books, 2016, ISBN 978-83-240-3703-2, OCLC 995635697 [dostęp 2019-11-11] (pol.). Brak numerów stron w książce
- Ewa Grzelakowska-Kostoglu, Tajniki paznokci, Warszawa: Altenberg, 2017, ISBN 978-83-948712-0-8, OCLC 1014113932 [dostęp 2019-11-11] (pol.). Brak numerów stron w książce

## Nagrody i wyróżnienia
- 2015 – Grand Video Awards 2015 w kategorii Wideo poradnikowe[22]
- 2015 – Bestseller Empiku 2015 za debiutancką książkę Tajniki makijażu[23].
- 2016 – Kobieta Roku miesięcznika Glamour w kategorii Online[24].
- 2016 – Złote jabłko V edycji Secrets of Beauty w kategorii Najlepszy vloger urodowy[25]
- 2017 – Kosmetyk Wszech Czasów 2017 portalu wizaz.pl – nagroda specjalna za kreowanie trendów i rzetelność[26]
- 2017 – Influencer roku 2017 czasopisma Joy w kategorii Beauty Influencer[4]
- 2017 – nagroda główna – tytuł Beauty Influencer of the Year by Ofeminin oraz zwycięstwo w kategorii Beautube[27]
- 2018 – nagroda główna – tytuł Beauty Influencer of the Year by Ofeminin[28]
- 2018 – nagroda w kategorii Beauty Mentor serwisu wizaz.pl[29]